# Mary Ruwart
Mary J. Ruwart (Detroit, 16 de octubre de 1949) es una conferencista, escritora y activista libertaria estadounidense, fue candidata a la nominación presidencial de 2008 por el Partido Libertario. Es autora del superventas de 1992 Healing Our World: The Other Piece of the Puzzle.

## Biografía
Nacida en Detroit. Ruwart, una médica biofísica (PhD), trabajó 19 años como científica e investigadora farmacéutica en Upjohn, fue también profesora asistente de cirugía. Ha trabajado ampliamente con la gente de bajos ingresos en el área de vivienda, y escrito extensamente sobre la regulación gubernamental en la industria farmacéutica y sobre la comunicación libertaria. Fue un contendor del Partido Libertario (LP) en 1992 por la candidatura vicepresidencial. También ha sido candidata para comisionada de la Food and Drug Administration (FDA) en 2002.

### Superventas
En 1992, Ruwart publicó su superventas Healing Our World: The Other Piece of the Puzzle (ISBN 0-9632336-2-9); en 2003, al publicar la tercera edición, fue retitulado Healing Our World in an Age of Aggression (ISBN 0-9632336-6-1). Básicamente trata de estrategias ganar-ganar, usadas en negocios, aplicadas a gente de distinta ideología política, filosófica o religiosa para mostrarles los beneficios prácticos de la abolición de Estado y de la privatización para solucionar los problemas de la economía, ecología y sociedad. El hilo conductor del libro es cómo ayudar a los demás mientras te ayudas a ti mismo.

### Activista
Adicionalmente, Ruwart ha servido como miembro de la directiva de la International Society for Individual Liberty, la Fully Informed Jury Association, y el capítulo de Míchigan del Heartland Institute. Es parte de la facción anarcocapitalista del LP, se convirtió al anarquismo a partir de la lectura de El mercado por la libertad de los esposos Tannehill a finales de los 60, ingresó al LP a principios de los 80. Es adherente al Free State Project.
Sus actividades científicas, políticas y comunitarias han sido reseñadas en varias obras biográficas prestigiosas como American Men and Women of Sciences, World's Who's Who of Women, International Leaders in Achievement, y Community Leaders of America.